# Tu angelito
«Tu angelito» es una canción y el sencillo principal del álbum reedición, Mi niña bonita: Reloaded de dúo venezolano Chino & Nacho. Este es el único sencillo de su álbum reedición y tiene video musical en el canal VEVO de Chino & Nacho en YouTube.

## Vídeo musical
El video musical está en una escuela secundaria al igual que en la versión original de su otro exitoso sencillo ""Niña Bonita". La canción también muestra similitud con el video musical de Chris Brown de su single, "Kiss Kiss". Y en el video tiene a Chino y Nacho, quienes están tratando de impresionar a una animadora. Chino, siendo el pez gordo de la secundaria, intenta impresionar a la chica con su imagen pero falla. Mientras que Nacho, siendo el nerd, intenta impresionar a la chica, con amabilidad y lo logra. Aunque al final del video musical, Chino abraza el "nerd" que tiene Nacho. Esto también es como su propia versión original, video musical de "Mi Niña Bonita", donde Nacho se queda con la chica pero Chino festeja con todos los demás, lo cual es común en muchos de sus videos musicales.

## Listas musicales
| Lista (2011)                       | Mejor posición |
| ---------------------------------- | -------------- |
| Estados Unidos (Hot Latin Songs)   | 10             |
| Estados Unidos (Latin Pop Airplay) | 6              |
| Estados Unidos (Tropical Airplay)  | 14             |
| Venezuela (Record Report)          | 1              |